# 廣久葛本舗
株式会社廣久葛本舗（ひろきゅうくずほんぽ）は、福岡県朝倉市に本店を置く企業。

## 概要
高木甚八（初代 高木久助）が1819年（文政2年）に創業したのが始まりであり、当時は廣田屋を屋号としていた。初代の子の吉兵衛（2代目 高木久助）が大和国保田村で葛粉の製法を学び、以降、同社の葛粉は秋月藩の特産品として江戸や大阪に流通するようになった。歴代の店主は高木久助を名乗っており、2025年時点では10代目 高木久助が同社の代表である。
創業当初は秋月地域のクズを原材料としていたが、同地域でのクズ栽培量が減少していくに伴って鹿児島県産を用いるようになり、1980年には粗葛（葛粉の半製品）の製造工場を鹿屋市に設けている。以降は、鹿屋工場で粗葛までの加工で行ったものを朝倉市の本社工場で精製して晒葛粉とするようになった。

## 久助葛
同社の葛粉は、久助葛や廣久葛の名前で江戸や大阪などの大消費地で流通していたことから、同社の葛粉だけではなく、葛根のみを原材料とした本葛全般を指して久助・久助葛ともいわれるようになり、江戸時代末期には久助と名乗る葛粉の行商人もいた。菓子製造業界などでは、奈良の吉野葛と並んで筑前の久助葛が葛粉の上等品とされている。